# L'any que ve
L'any que ve és un llibre signat per Francesc Trabal, publicat l'any 1925 per les Edicions La Mirada. Inclou un pròleg de Josep Carner i Il·lustracions de l'autor, com també d'altres membres de la Colla de Sabadell: Antoni Vila-Arrufat, Ricard Marlet, Lluís Parcerisa, Josep Maria Trabal, Joan Oliver, Armand Obiols i Miquel Carreras. És el primer llibre que va publicar les Edicions la Mirada. Consta d'unes vinyetes de traç volgudament infantil, moltes de les quals tenen un peu amb una frase o un diàleg que imiten l'obvietat i el llenguatge popular.
L'any 2020, amb motiu de l'Any Colla de Sabadell, va aparèixer L'any que ve no l'altre, un llibre signat pels Hereus del Senyor Banyeta, amb pròleg de Jaume Aulet i editat per La Llar del Llibre de Sabadell, Sabadell Còmics, el Col·lectiuPereQuart i la Comissió 100 Anys de la Colla de Sabadell. Amb una il·lustració a la portada de Ricard Efa, inclou els acudits visuals de fins a 45 escriptors, actors, periodistes i dibuixants, entre els quals Benet Casablancas, Roc Casagran, Enric Casasses, Narcís Comadira, Antoni Dalmases, Marina Espasa, Feliu Formosa, Enric Gomà, Dolors Miquel, Toni Padilla, Josep Pedrals, Cesc Prat, Rosa Renom, Joan Safont, Màrius Serra, Clara Soley, Natàlia Cerezo, Ramon Solsona i David Vila i Ros.

## Edicions
- 1925. Sabadell: Edicions La Mirada
- 1983. Barcelona: Quaderns Crema[1]